# Sima Wei
Sima Wei (271 - 27 de mayo de 291), nombre de cortesía Yandu (彥度), formalmente Príncipe Yin of Chu (楚隱王), fue un príncipe chino durante el reinado del emperador Hui de la dinastía Jin Occidental. Fue el segundo de los ocho príncipes que lucharon entre sí por el poder en la antigua China durante la guerra de los ocho príncipes.

## Biografía
Sima Wei era un hijo menor del emperador Wu de Jin y hermano del emperador Hui of Jin. Sima Wei era príncipe de Chu. A fines del 291 de abril, fue nombrado comandante de las tropas de la ciudad en la capital, Luoyang. A finales de mayo del mismo año, Sima Wei, en confabulación con la emperatriz Jia Nanfeng, dirigió tropas contra el primer ministro chino, Sima Liang, a quien ejecutó. En previsión del problema político que podía originarse, Jia Nanfeng declaró públicamente que Sima Wei había emitido falsamente el edicto, declarándolo traidor, siendo arrestado y ejecutado el 27 de mayo. En las fuentes, Sima Wei se cuenta entre los ocho príncipes, aunque los enfrentamientos militares reales de este llamado conflicto no comenzaron hasta el año 300.